# Decasíl·lab
El decasíl·lab és un vers d'art major que té deu síl·labes. Ha sigut un vers de gran tradició en la literatura catalana i des de l'edat mitjana ha tingut un conreu molt estès. En ser un vers d'art major no n'hi ha prou només amb el fet que tingui deu síl·labes, sinó que a més hi ha d'haver un ritme prosòdic per tal de mantenir-lo. Correspon a l'endecasílabo castellà, el vers per excel·lència del sonet.
En català medieval la forma més corrent era el decasíl·lab anomenat clàssic català i que es compon de quatre síl·labes, cesura i sis síl·labes, amb la particularitat que la quarta síl·laba coincideixi amb final de paraula. Erròniament sempre s'ha dit que la poesia d'Ausiàs March era un cas de cesura a la sisena síl·laba, però realment el cas marquià correspon a la forma de decasíl·lab clàssics catalans, és a dir, decasíl·lbs cesurats a minore: amb l'estructura en dos hemistiquis 4+6.
- "Colguen les gents, ab alegria festes" (Ausiàs March, poema XIII)

A partir de finals del segle xv apareixen altres formes del decasíl·lab, sobretot per influència italiana que accentua a la sisena síl·laba, així els autors catalans també accentuen a la sisena, però mantenen l'accent a la quarta pel gran pes de la tradició. Aquest seria el cas de Joan Roís de Corella o de Pere Serafí:
- "Si el ferro cald refreda la mà casta" (Joan Roís de Corella, A Caldesa)

- "Anant un jorn tot sol, mal percebit" (Pere Serafí, poema XLIX)

A partir d'aquests dos models les variants que es poden construir són múltiples: decasíl·lab èpic o francès (amb un hemistiqui de sis síl·labes i un segon de quatre), l'espanyol o simètric (cinc + cinc) i altres més propers a la mètrica lliure.